# Милюков, Николай Павлович
Никола́й Па́влович Милюко́в (1825—1879) — русский архитектор и преподаватель, отец политического деятеля П. Н. Милюкова и архитектора А. Н. Милюкова.

## Биография
Выходец из дворянского рода, восходящего к участнику Куликовской битвы Семёну Мелику (Милюку). В 1849 году окончил Московское дворцовое архитектурное училище (МДАУ) со званием архитектора-помощника. Состоял при МДАУ вплоть до его упразднения в 1866 году. Вместе с директором училища Ф. Ф. Рихтером работал над «Кратким руководством к архитектуре», по которому затем учились несколько поколений воспитанников МДАУ. В 1859 году у Н. П. Милюкова родился сын Павел. В 1866—1873 годах служил младшим архитектором Строительного отделения Московского губернского правления, инспектором художественных училищ. Заведовал строительством в Клину, Волоколамске, Звенигороде, Верее. Преподавал на архитектурном отделении Московского училища живописи, ваяния и зодчества. В конце жизни служил оценщиком в одном из московских банков.
Скончался 13 декабря 1879 года и был похоронен на Ваганьковском кладбище.

## Постройки
- Ансамбль Московского газового завода (Мосгаз), совместно с Ф. М. Дмитриевым, М. П. Степановым, Р. Б. Бернгардом (1868, Москва, Нижний Сусальный переулок, 5), ценный градоформирующий объект[4];
- Перестройка трапезной Церкви Николая Чудотворца (1874, Пушкино, Ярославское шоссе, 34)[5];
- Храм Святого Великомученика Георгия Победоносца (1878, д. Капустино Чеховского района Московской области)[6].